# Satish Kumar (Boxer)
Satish Kumar (* 4. Mai 1989 in Bulandshahr) ist ein indischer Amateurboxer im Superschwergewicht.

## Karriere
Satish Kumar ist Linksausleger und rund 1,88 m groß. Er wurde 2012 indischer Meister und erreichte bei den Asienmeisterschaften 2013 einen fünften Platz, nachdem er im Viertelfinale gegen Iwan Dytschko unterlegen war. Bei den Weltmeisterschaften 2013 schied er kampflos gegen Dytschko auf einem sechsten Platz aus.
Auch bei den Asienspielen 2014 verlor er gegen Dytschko, hatte aber das Halbfinale erreicht und damit eine Bronzemedaille gewonnen. Diesen Erfolg wiederholte er bei den Asienmeisterschaften 2015, nachdem er diesmal im Halbfinale gegen Wang Zhibao ausgeschieden war. Er war damit auch für die Weltmeisterschaften 2015 qualifiziert, verlor jedoch im Achtelfinale gegen Ali Eren Demirezen.
Bei der asiatischen Olympiaqualifikation im März 2016 schied er im ersten Kampf gegen Mou Haipeng und bei der weltweiten Qualifikation im Juni 2016 im zweiten Kampf gegen Dean Gardiner aus. 2017 nahm er an den Asienmeisterschaften teil und unterlag im Viertelfinale gegen Qamschybek Qongqabajew, besiegte jedoch anschließend Mou Haipeng beim Kampf um den letzten Startplatz für die Weltmeisterschaften 2017. Dort schied er jedoch im ersten Kampf gegen Məhəmmədrəsul Məcidov aus.
Seinen größten Erfolg errang er dann bei den Commonwealth Games 2018, als er erst im Finalkampf gegen Frazer Clarke unterlag und die Silbermedaille erreichte. Bei den Asienmeisterschaften 2019 gewann er eine Bronzemedaille und startete bei den Weltmeisterschaften 2019, wo er vor dem Erreichen der Medaillenränge gegen Richard Torrez ausschied.
Er qualifizierte sich bei den asiatischen Ausscheidungskämpfen in Jordanien für die 2021 in Tokio ausgetragenen Olympischen Spiele. Dort besiegte er in der Vorrunde Ricardo Brown, schied jedoch im Viertelfinale gegen Bahodir Jalolov aus.